# Al-Aïn
 (août 2016).
Si vous disposez d'ouvrages ou d'articles de référence ou si vous connaissez des sites web de qualité traitant du thème abordé ici, merci de compléter l'article en donnant les références utiles à sa vérifiabilité et en les liant à la section « Notes et références ».
Pour les articles homonymes, voir Ain.
Al-Aïn (« la source » en arabe - العين) est une oasis des Émirats arabes unis située à l'est de l'émirat d'Abou Dabi à la frontière du sultanat d'Oman.
C'est la quatrième plus grande ville émiratie avec une population de plus de 766 936 habitants (données de 2017). Les autoroutes qui la relient aux villes d'Abou Dabi (à l'ouest) et de Dubaï (au nord-ouest) forment un triangle au centre du pays, chacune des villes étant éloignée des deux autres d'environ 150 km.

## Géographie

### Localisation
Al-Aïn est bordée au nord, à l'est et au sud par le gouvernorat d'Al Buraymi du sultanat d'Oman, pendant que le désert de Rub al Khali s'étend à l'ouest. Les autoroutes E22 et E66 relient la ville avec les deux autres centres urbains du pays les plus proches : Abou Dhabi (capitale du pays et de l'émirat) â l'ouest et Dubaï au nord-ouest, respectivement,. 

### Climat
Le climat de la région d'Al-Aïn est désertique (BWh dans la classification de Köppen) avec un été long et chaud et très peu de précipitations au cours de l'année.
| Mois                              | jan. | fév. | mars | avril | mai  | juin | jui. | août | sep. | oct. | nov. | déc. | année |
| --------------------------------- | ---- | ---- | ---- | ----- | ---- | ---- | ---- | ---- | ---- | ---- | ---- | ---- | ----- |
| Température minimale moyenne (°C) | 5,6  | 5,9  | 9,9  | 13,2  | 18   | 20,9 | 12,3 | 10,6 | 22,8 | 21,9 | 22   | 16,2 | 14,9  |
| Température moyenne (°C)          | 18,4 | 20,7 | 24,1 | 29,1  | 33,7 | 35,9 | 37,2 | 37,1 | 34,3 | 30,3 | 24,8 | 20,4 | 28,8  |
| Température maximale moyenne (°C) | 31,8 | 36,6 | 42,9 | 44,4  | 49,3 | 49   | 49,2 | 48,8 | 47,8 | 43,1 | 37,5 | 35   | 42,9  |
| Ensoleillement (MJ/m²)            | 16   | 19   | 21,8 | 25,4  | 27,9 | 28   | 26,3 | 25,8 | 24,5 | 21,4 | 17,6 | 15,5 | 22,4  |
| Précipitations (mm)               | 11,1 | 4,5  | 18,3 | 5,9   | 0,7  | 0,7  | 5,3  | 1,5  | 0,9  | 0,6  | 1,7  | 7,9  | 59,1  |
| Humidité relative (%)             | 62   | 55   | 47   | 36    | 30   | 33   | 36   | 35   | 39   | 43   | 54   | 61   | 44    |

## Démographie
Comme dans le reste des Émirats arabes unis, la population étrangère à Al-Aïn est dominante. Cela dit, la ville reste la région avec la plus grande proportion de citoyens émiratis : 30,5 % contre 16,3 % dans la région d'Abou Dabi et 9,4 % pour la région d'Al Gharbia (en) (selon les données de 2016).
De même forme, l'immigration est à l'origine d'un nombre plus élevé d'hommes que de femmes dans l'ensemble de la population, toutefois que ce taux semblerait se réduire au cours des années récentes (de 180 hommes pour 100 femmes en 2010 à 140 hommes pour 100 femmes en 2016).
| Population                  | 2010                        | 2014                        | 2015                        | 2016                        | Part    |
| --------------------------- | --------------------------- | --------------------------- | --------------------------- | --------------------------- | ------- |
| Émiratis • Hommes • Femmes  | 179 500 • 90 300 • 89 200   | 215 800 • 109 900 • 105 800 | 230 000 • 117 300 • 112 700 | 226 300 • 115 600 • 110 700 | 29,5 %  |
| Étrangers • Hommes • Femmes | 406 400 • 286 500 • 120 000 | 488 300 • 327 600 • 160 700 | 508 500 • 336 900 • 171 600 | 540 700 • 336 200 • 204 500 | 70,5 %  |
| Total • Hommes • Femmes     | 585 900 • 376 800 • 209 200 | 704 100 • 437 500 • 266 500 | 738 500 • 454 200 • 284 300 | 766 900 • 451 800 • 315 200 | 100,0 % |

## Histoire
La zone, historiquement connue sous le nom d'oasis Buraimi, a été habitée de manière constante depuis plus de quatre mille ans, et Al-Aïn est considéré comme une part importante de l'héritage culturel du pays. C'est le lieu de naissance du sheikh Zayed ben Sultan Al Nahyane, le premier président des Émirats arabes unis.
Aujourd'hui, le nom de Buraimi est lié à la ville Omani qui fusionna avec celle de Al-Aïn. Il y a de nombreuses sources souterraines dans les environs, ce qui explique l'attraction pour l'établissement de populations. Les traces de son passé traditionnel restent, y compris les courses et la reproduction de dromadaires. L'ancien système d'irrigation est toujours en usage dans certains endroits distribuant l'eau souterraine par un réseau de tunnels émergeant parfois dans des rigoles qui peuvent être dirigées et régulées.

### Site archéologique d'Hili
Le site d'Hili témoigne de la prospérité que connut l'émirat d'Abou Dabi au troisième millénaire, grâce à la route du cuivre et au négoce, à la croisée de la Mésopotamie et de l'Indus. L'art funéraire atteint alors un sommet, qu'incarnent les tombes circulaires monumentales aux parois sculptées d'Hili. Celles-ci datent de la période dite Umm an-Nar, de 2 500 à 2 000 ans avant notre ère. Mais c'est sous terre que les archéologues ont fait la découverte la plus extraordinaire du site : une fosse collective inviolée rassemblant près de 700 corps et un mobilier funéraire intact. Les fouilles ont révélé vases de Mésopotamie, lapis-lazuli d'Afghanistan, poteries d'Iran... mêlés à la production locale, reflet des réseaux d'échanges de l'époque. Quant à la péninsule omanaise, elle exportait du cuivre.

### Période contemporaine
Al-Aïn a la plus grande proportion d'habitants originaires des émirats de tout le pays ; cependant une grande partie des résidents sont des expatriés et, plus particulièrement, des personnes originaires du sous-continent indien. Il y a moins d'expatriés occidentaux que dans les grands centres de Dubaï ou Abou Dabi. Cela donne à Al-Aïn une allure plus authentiquement arabe que dans les grandes villes cosmopolites des Émirats.
Al-Aïn est souvent appelé la « ville jardin du Golfe » à cause de ses nombreux parcs, ses avenues et ronds-points décorés. Grâce à l'eau provenant des sept oasis sur lesquelles elle s'est développée, la ville dispose non seulement de 10 000 hectares de parcs et jardins, mais aussi d'une riche agriculture, notamment dédiée aux dattes. La hauteur des nouveaux bâtiments, strictement contrôlée — pas plus de quatre étages —, renforce l'impression de verdure de la ville.

## Tourisme et divertissement

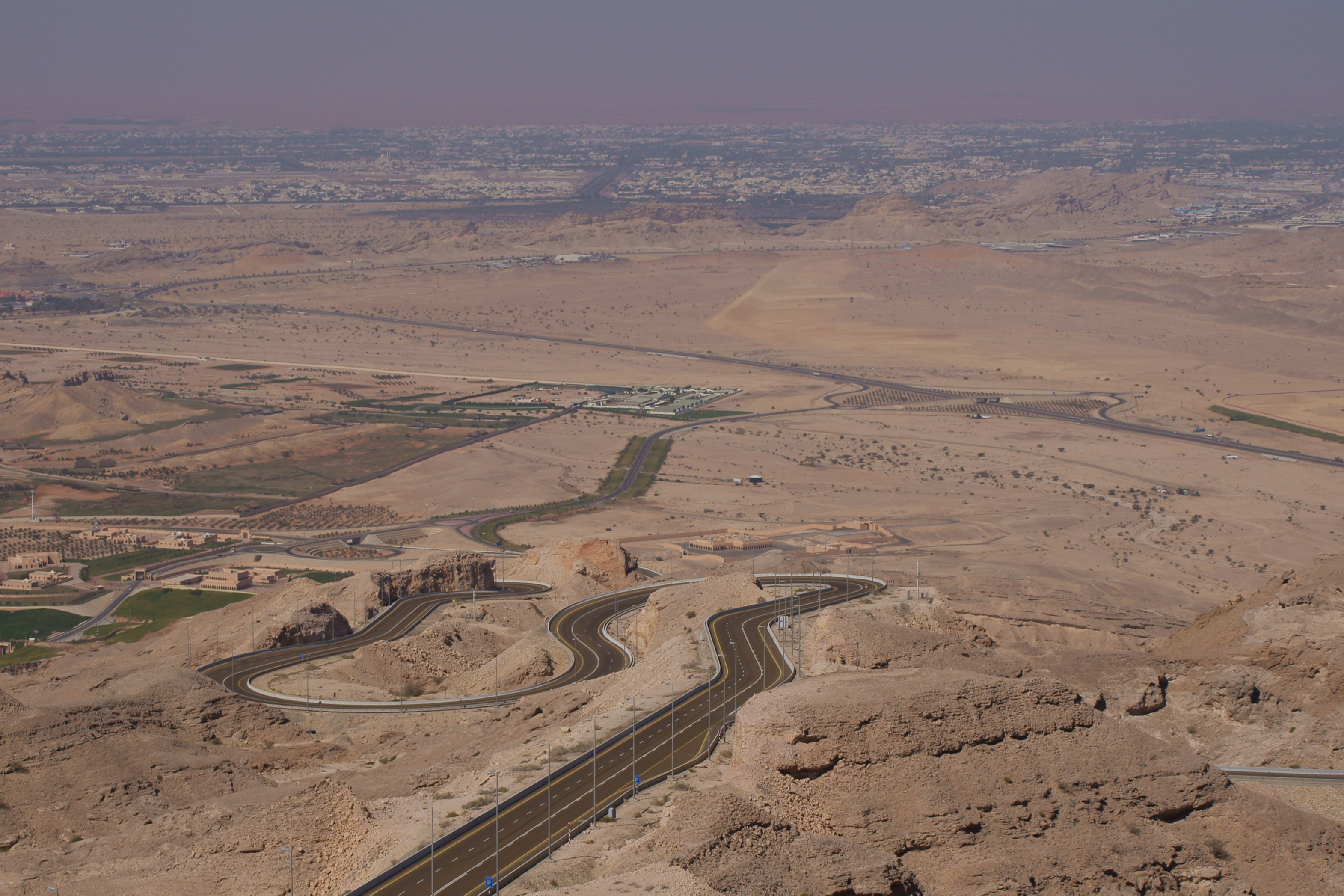
Al-Aïn vue depuis le Jebel Hafit.

Al-Aïn est une destination touristique en plein développement. Elle bat régulièrement les records de température de tous les Émirats, mais l'air sec en fait une retraite appréciée par rapport à l'air humide des grandes villes de la côte. Beaucoup d'Émiratis d'Abou Dabi possèdent des maisons de vacances dans la ville, ce qui en fait une destination très prisée des habitants de la capitale pour y passer les week-ends. Ses attractions comportent le musée Al-Aïn National Museum, le musée Al-Aïn Palace Museum, quelques forts restaurés et le site archéologique d'Hili, datant de l'âge de bronze. Le Jebel Hafit (en), montagne de 1 340 mètres de haut, domine les environs.
La visite aux sources d'eau minérale et la promenade au sommet de la montagne au coucher du soleil sont très populaires. D'autres attractions existent dont l'oasis d'Al-Aïn dans le centre de la ville et d'autres oasis éparpillées çà et là, autant de fraiches retraites dans la chaleur de l'été, un zoo, un parc de loisirs appelé "Fun City", beaucoup de parcs bien entretenus avec de nombreuses familles durant les soirs d'été, ainsi qu'un village typique. Depuis avril 2012, un autre centre de divertissement a ouvert ses portes au pied de Jebel Hafit, Wadi Adventure. Ce complexe possède une grande piscine permettant de créer artificiellement des vagues pour surfers débutants ou confirmés. Il y a aussi trois rivières artificielles comportant des rapides pour la pratique du Kayak et du Rafting.
La ville abrite également deux clubs de football, le Al Ain Club et le Al-Aïn Héraud.

## Commerce et industrie
Al-Aïn n'est pas un centre important pour les services. Il y a deux principaux centres commerciaux, Al-Aïn Mall et Al Jimi Mall, ainsi que des souks traditionnels pour les fruits et légumes et les produits frais. L'industrie est en croissance bien qu'à une petite échelle, incluant l'usine Coca-Cola de mise en bouteille et la fabrique de ciment. Les services comme la vente de voitures, les mécaniciens et les autres artisans sont regroupés dans une zone appelée Sanaiya. À noter la présence d'infrastructures sociales et gouvernementales incluant l'United Arab Emirates University, Higher Colleges of Technology, des services médicaux bien équipés, avec un hôpital universitaire à Tawam, des zones d'entrainement militaires et l'aéroport international d'Al-Aïn (code AITA : AAN).

## Enseignement
Al-Aïn possède la plus importante université du pays, ouverte en 1976, l'United Arab Emirates University qui figure parmi les 500 meilleures universités du monde selon les classements de QS World (no 329) et de Times Higher Education (no 301-350) pour l'année 2019/2020.

## Personnalités liées
- Ousha bint Khalifa (1920-2018), née à Al-Aïn, poétesse émiratie en Nabati.
- Khalifa ben Zayed Al Nahyane (1948-2022), homme politique émirati, née à Al-Aïn.

## Voies de communication et transports

### Transports urbains
Depuis 2009, la ville dispose d'un réseau de bus urbain comprenant plus de 3000 bus circulant sur huit lignes. Il est exploité sous l'autorité du ministère des transports de l'émirat d'Abou Dabi (Department of Transport).